# Nicolae Popa (meșter popular)
Nicolae Popa (n. 13 august 1919, satul Târpești, comuna Petricani, județul Neamț - d. 20 octombrie 2010, satul Târpești, comuna Petricani, județul Neamț) a fost un meșter popular și poet român. Este renumit pentru Muzeul Popular ridicat cu eforturile proprii în curtea casei sale. Măștile populare create de către Nicolae Popa sunt cunoscute în întreaga lume.

## Date biografice
Nicolae Popa s-a născut la data de 13 august 1919, în satul Târpești din comuna Petricani (județul Neamț), într-o familie dăruită cu har. Urmează între anii 1934-1938 "Școala de cântăreți bisericești" din orașul Piatra Neamț, unde pe atunci era director preotul Constantin Matasă (arheolog amator - fondatorul Muzeului de Istorie din Piatra Neamț), cel care probabil îl va inspira mai târziu.
În anul 1937 face primele sondaje arheologice în satul Târpești. Se înscrie voluntar în armată în 1938 și ia parte la cel de al II-lea război mondial pentru ca în august 1944 să fie rănit și lăsat la vatră. A fost arestat și condamnat pe motive politice în perioada 1952-1957, din cauza apartenenței sale la Partidul Țărănesc și a faptului că a susținut rezistența împotriva comunismului bolșevic. Eliberat din închisoare, va fi consemnat cu domiciliu forțat în satul natal.
În anul 1958 sunt începute cercetările arheologice în zona Petricani. Între anii 1961-1965 se realizează primele săpături arheologice de amploare în satul Târpești - "Râpa lui Bodai", conduse de prof. dr. Vladimir Dumitrescu de la Institutul de Arheologie din București. În aceeași perioadă are loc și debutul lui Neculai Popa ca sculptor naiv. Capurile de daci și romani create de acesta de-a lungul timpului vor face furori și în exteriorul țării, mai ales prin stilul abordat, asemănător cu cel al statuilor din Insula Paștelui.
Începând cu această perioada va participa la numeroase expoziții personale, de grup, zonale și naționale, concursuri de artă naivă și festivaluri de folclor, din țară și străinătate.
Din anul 1972 încep să vină primele grupuri de turiști străini care vor să viziteze casa creatorului din Târpești, lucrările sale și obiectele tradiționale adunate în cadrul colecțiilor muzeului, organizat de el în localitate. (acest lucru se datorează și unor documentare difuzate în afara țării, documentare ce vizau activitatea meșterului). În anul 1976 este inaugurată o noua clădire a colecțiilor muzeului.
Meșterul Nicolae Popa este, la ora actuală,  mai cunoscut în afara granițelor României, decât în țară. Lucrări ale sale au fost expuse în mari orașe ale lumii, despre ele scriind Michel Fortin, Raymond Charles (prof. univ. dr. la Sorbona), Samuel Glotz, Sandra și Scott Windeart etc. . Meșterul Nicolae Popa a murit la 20 octombrie 2010, la venerabila vârstă de 91 de ani.

## Bibliografie

Intrarea Muzeului N. Popa din Târpeşti

## Expoziții personale
- 1965 - Bacău, București;
- 1967 - Piatra Neamț, București;
- 1970 - Pitești;
- 1971 - Piatra Neamț, București, Curtea de Argeș;
- 1972-1973 - Iași;
- 1977 - Piatra Neamț;
- 1982 - București, Mamaia;
- 1983 - Constanța, Slănic Moldova;
- 1984 - Mangalia

## Expoziții colective pe plan internațional
- 1969 - Bratislava;
- 1971 - Italia, Polonia;
- 1972 - Iugoslavia, Franța;
- 1973 - Elveția;
- 1974 - R.F.G., Argentina, S.U.A., Mexic;
- 1975 - Belgia, Germania;
- 1976 - Olanda, Mongolia, China, U.R.S.S;
- 1978 - Suedia, Franța, Japonia, S.U.A.;
- 1980 - Canada, S.U.A., Cehoslovacia, Bulgaria;
- 1982 - Italia;
- 1983 - S.U.A. etc.

## Imagini

Curtea interioară a muzeului
Sculpturi
Casa mascată
Muzeul nou
Interior muzeu etno
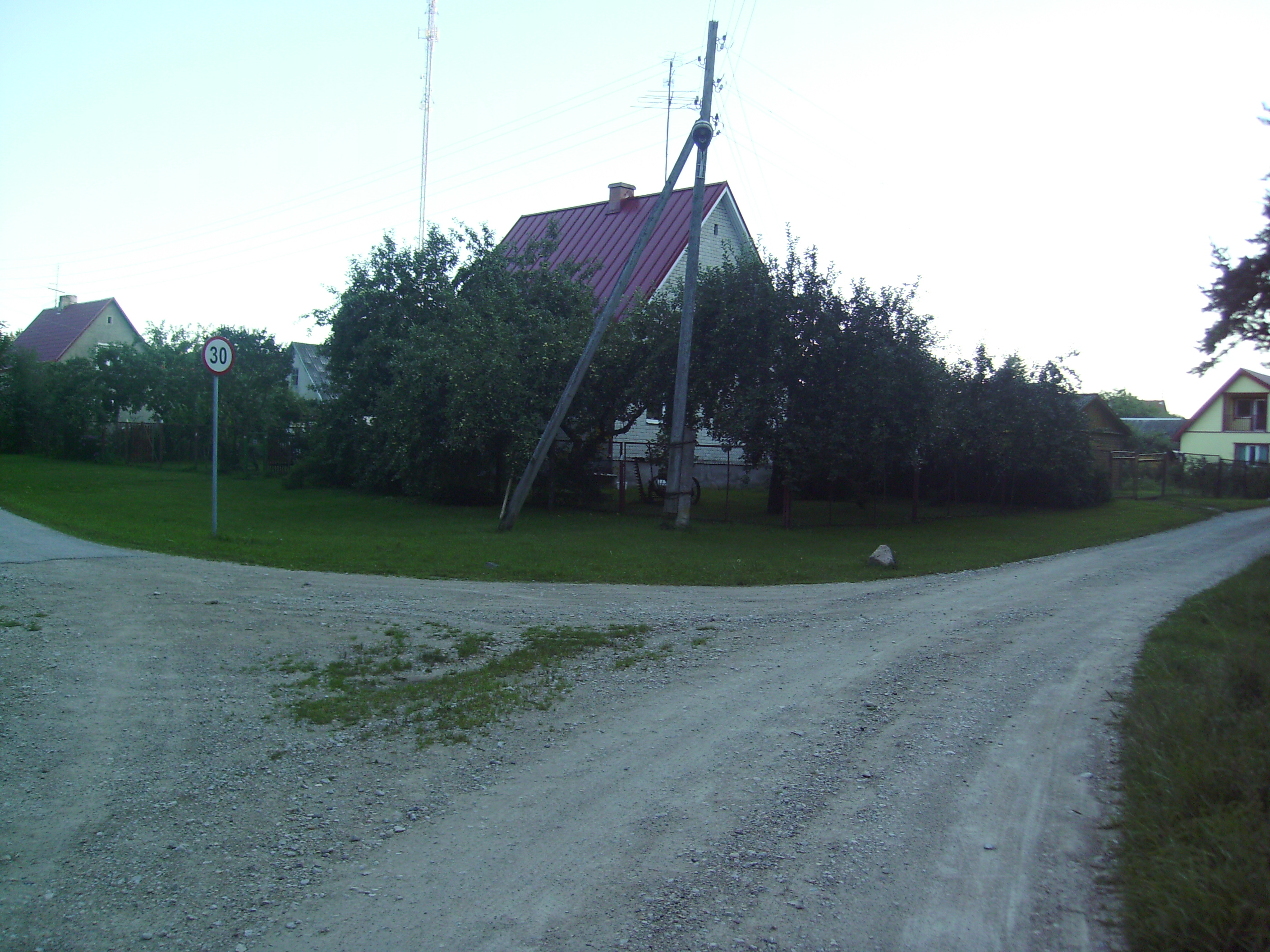
Măşti
Arta lemnului